# Anua cognata
Anua cognata là một loài bướm đêm trong họ Erebidae.